# Wildenhof (Gebsattel)
Wildenhof ist ein Gemeindeteil der Gemeinde Gebsattel im Landkreis Ansbach (Mittelfranken, Bayern). Wildenhof liegt in der Gemarkung Kirnberg.

## Geografie
Durch den Weiler fließt der Wildenhofer Bach, ein rechter Zufluss des Kirnberger Mühlbachs, der wiederum ein rechter Zufluss der Tauber ist. Der Ort ist im Norden, Osten und Süden von bewaldeten Anhöhen umgeben. Eine Gemeindeverbindungsstraße führt zur Staatsstraße 2249 (0,7 km westlich), die nach Schönbronn (3,5 km südöstlich) bzw. nach Kirnberg verläuft (0,3 km nordwestlich).

## Geschichte
Ursprünglich war der Ort in Besitz der Ulrich von Wildenhof, der diesen 1383 an Hans Lösch übergab. In der Folgezeit wechselte oftmals der Besitzer, bis schließlich 1605 der Hof in Besitz von Rothenburger Privatleuten kam.
Mit dem Gemeindeedikt (frühes 19. Jahrhundert) wurde Wildenhof dem Steuerdistrikt Gebsattel und der Ruralgemeinde Kirnberg zugeordnet. Im Zuge der Gebietsreform in Bayern wurde Wildenhof am 1. Januar 1972 nach Gebsattel eingemeindet.

### Baudenkmal
- Haus Nr. 1: Gewölbekeller und Wappenstein, 18. Jahrhundert; an stark verändertem Wohnhaus[7]

### Einwohnerentwicklung
| Jahr      | 001818 | 001840 | 001861 | 001871 | 001885 | 001900 | 001925 | 001950 | 001961 | 001970 | 001987 |
| Einwohner | 17     | 15     | 17     | 30     | 28     | 18     | 26     | 25     | 27     | 22     | 20     |
| Häuser    | 4      | 5      |        |        | 6      | 5      | 5      | 6      | 6      |        | 5      |
| Quelle    | [ 9 ]  | [ 10 ] | [ 11 ] | [ 12 ] | [ 13 ] | [ 14 ] | [ 15 ] | [ 16 ] | [ 17 ] | [ 18 ] | [ 1 ]  |

## Religion
Der Ort ist seit der Reformation evangelisch-lutherisch geprägt und bis heute nach St. Maria und Michael (Kirnberg) gepfarrt. Die Einwohner römisch-katholischer Konfession sind nach St. Laurentius (Gebsattel) gepfarrt.